# キリス県
キリス県（キリスけん、トルコ語: Kilis ili）は、トルコ南部南東アナトリア地方の県。北をガズィアンテプに、南をシリアに挟まれている。

## 歴史
この地には4000年前中期青銅時代ごろから人が存在した後がある。この県はフルリ人、アッシリア帝国、ヒッタイト帝国、ペルシア帝国、マケドニア、ローマ帝国、オスマン帝国などの様々な国に支配された。
キリスはもともとガズィアンテプ県の南部であったが、1994年に分割されてキリス県になった。県都であるキリス市はこの県の人口のおおよそ67%を占めており、その他の街や村は小さいものが多い。歴史的な場所の多くはモスクや古城などである。ヘレニズム期から中世まで存在した都市キュロスの遺跡はキリス市の近郊にある。

## 地理
キリスはトロス山脈の南麓に位置しており、シリア平野北端部のにはユーフラテス川が流れている。この地域は農耕に非常に適しており、小さな川によって水が供給され、キリスの68%の土地は農業開発されている。ブドウの生産がトルコ全体の4%である。その他、重要な農業生産品はオリーブ、フルーツ、小麦、大麦、タバコなどである。
海から60～80kmの距離があるが、領域の多くは地中海性気候に覆われている。冬は冷たく雨が多く降り、春と秋は暖かく、夏は暑い。冬の平均気温は4〜7℃であり、夏は25℃を割ることは少ない。
シリア国境と接しており、シリアの都市アレッポまで道が続いている。

## 下位自治体
- キリス（Kilis）
- エルベイリ（Elbeyli）
- ムサベイリ（Musabeyli）
- ポラテリ（Polateli）